# Lendva-patak
A Lendva-patak (szlovénul: Ledava, németül: Limbach) Ausztriában eredő patak, mely Északkelet-Szlovénia egyik legnagyobb folyóvize, amely a Mura-folyó bal oldali mellékfolyója. A patak a stájerországi Pichla falu területén ered, majd néhány kilométer megtétele után eléri a szlovén-osztrák határt. A patak ezután eléri a mesterséges Ledavsko-víztározót, majd délkeletnek fordul. Az azonos nevű város névadója. A patak a 0+000 és a 6+803 szelvényei között az országhatárt képezi Magyarország és Szlovénia között, a felette levő szakaszán teljes hosszában Szlovéniában
folyik. A Lendva-patak az horvát-szlovén-magyar hármashatár közelében,  torkollik a Kerka patakba. A patak teljes vízgyűjtő területe 865 km², melynek közel 80%-a Szlovéniára esik.
A patak mellékvizeinek eloszlását tekintve meglehetősen aszimmetrikus. A patak egyetlen jobb oldali mellékfolyója a Črnec. Bal oldali mellékvizeit a Klavžni-patak (németül: Klausenbach), az Ausztriából érkező Grabenlandu és a Goričko vidék több felszíni vízfolyása alkotja, egyebek mellett a Lukaj, Graz-patak, Bodonski-patak, Puconski, Martjanci-patak, Leibnitz, Kebele-patak és a Nagy-Kerka.

## Lefolyása
A Lendva Stájerországban ered, Ausztriában, Pichla falu határában. A patak forrásától kiindulva egy a szűk Pichlagraben-völgyön folyik keresztül, délkeleti irányban.

## Nevének eredete
Neve a szláv lendava (= ugar, parlag) főnévből származik. A vízfolyás nevének régebbi, feljegyzett névalakjai a következők voltak: Lyndwa (1208), Lindua (1213, 1366), Lyndua (1232) és Lendua (1346).

## Főbb mellékvízfolyása
A Lendva legjelentősebb mellékvízfolyása a Kebele-patak. Három szakaszra osztható. Szlovéniában ered, egy szakaszon hazánkban folyik, majd újból visszatér a szomszédos országba, ahol bal oldalról ömlik a Lendvába. Teljes vízgyűjtő területe 290 km², amelynek közel fele van Magyarországon. A Kebele bal parti mellékága a Szentgyörgyvölgyi-patak.

## Érdekességek
A patak mederrendezése miatt Magyarország 25 747 négyzetméteres területe került át a szomszédos Szlovéniához és ugyanekkora területet kellett Szlovénia területéből Magyarországhoz csatolni. A területcseréről a Magyar Közlöny 2016. április 21-i száma számolt be. A két állam közös határszakasza ezentúl a meder középvonalán húzódik.